# GLADIATOR 018 in OSAKA
GLADIATOR 018 in OSAKAは、日本の総合格闘技団体「GLADIATOR」の大会の一つ。
2022年6月26日、大阪府豊中市の176BOXで開催された。

## 大会概要
今大会のメインイベントは第3代フェザー級王者の原口央が、ノンタイトルで中川皓貴を迎え撃った。セミファイナルでは前バンタム級王者の竹本啓哉と、初参戦の笹晋久が対戦。PROGRESSフォークスタイルグラップリングでは森戸新士vs.河名マストという注目の一戦が組まれている。

## 試合結果
第1試合 ライト級 5分2R
○  前田啓伍 vs.  後藤丈季 ×
1R 1:19 KO
第2試合 フライ級 5分2R
○  秋元強真 vs.  宮川日向 ×
判定3-0
第3試合 フライ級 5分2R
○  桑本征希 vs.  入江一輝 ×
2R 3:55 リアネイキドチョーク
第4試合 ウェルター級 5分2R
○  森井翼 vs.  成田佑希 ×
1R 0:14 TKO
第5試合 バンタム級 5分2R
○  フェルナンド vs.  秋田良隆 ×
2R 2:44 腕ひしぎ十字固め
第6試合 ライト級 5分2R
○  八木敬志 vs.  中園優太 ×
1R 3:38 リアネイキドチョーク
第7試合 バンタム級 5分2R
○  御代川敏志 vs.  坪内一将 ×
1R 3:53 リアネイキドチョーク
第8試合 フライ級 5分2R
○  ゆうと vs.  丸山幹太 ×
1R 2:28 三角絞め
第9試合 フェザー級 5分2R
○  TATUMI vs.  左海清之 ×
判定3-0
第10試合 バンタム級 5分2R
○  島村裕 vs.  天草ストロンガー四郎 ×
1R 4:18 腕ひしぎ十字固め
第11試合 PROGRESSコンバット柔術 バンタム級 10分1R
○  江木伸成 vs.  松本一郎 ×
1R 7:48 ヒールホールド
第12試合 PROGRESSフォークスタイルグラップリング 72㎏以下契約 5分2R
○  河名マスト vs.  森戸新士 ×
判定2-1
第13試合 フェザー級 5分2R
○  竹本啓哉 vs.  笹晋久 ×
判定2-1
第14試合 フェザー級 5分2R
○  原口央 vs.  中川皓貴 ×
判定2-1